# Malörtsparv
Malörtsparv (Artemisiospiza nevadensis) är en fågel i familjen amerikanska sparvar inom ordningen tättingar. Fram tills nyligen ansågs den och kaliforniensparven utgöra en och samma art.

## Kännetecken

### Utseende
Malörtsparven är liksom nära släktingen kaliforniensparven en medelstor (14–18 cm) amerikansk sparv med lång stjärt som den ofta håller rest. Ovansidan är gråbrun, undersidan vit med en isolerad mörk fläck på bröstet. Huvudet är grått med en tydlig vit ögonring, ett mörkare strupsidestreck och en vit fläck på tygeln. Stjärten är i princip svart. Malörtsparven är mycket lik, men är ljusare grå på huvudet med större tygelfläck och mycket tunnare strupsidestreck. Vidare är den streckad på ryggen och i flykten syns smala men tydliga vita yttre stjärtpennor.

### Läte
Sången beskrivs som en svag och melankolisk ljus serie med klingande toner. Varningslätet är kort och klockliknande.

## Utbredning och systematik
Fågeln förekommer i malörtssnår och fetmållor i Great Basin, närmare bestämt från östra Washington och södra Wyoming söderut till östcentrala Kalifornien, sydöstra Nevada, nordöstra Arizona och norra New Mexico. Vintertid ses den i ett område från centrala Kalifornien österut till sydvästra Utah och centrala New Mexico, i söder till norra Mexiko (norra Baja California, norra Sonora och norra Chihuahua) och västra Texas.

### Artstatus
Fram tills nyligen betraktades malörtsparven och kaliforniensparven (A. belli) som samma art, malörtsparv (A. belli). Taxonet canescens, behandlad som underart till kaliforniensparven, är mycket lik malörtsparven och hybridiserar möjligen med denna där de möts. Vissa anser att den möjligen kan utgöra en egen art, alternativt att den är ett bevis på att belli och nevadensis trots allt utgör en enda art.

### Familjetillhörighet
Tidigare fördes de amerikanska sparvarna till familjen fältsparvar (Emberizidae) som omfattar liknande arter i Eurasien och Afrika. Flera genetiska studier visar dock att de utgör en distinkt grupp som sannolikt står närmare skogssångare (Parulidae), trupialer (Icteridae) och flera artfattiga familjer endemiska för Karibien.

## Levnadssätt
Arten hittas i torr chaparral och kustnära malörtssnår där den oftast ses springande mellan buskarna med stjärten rest. Födan består huvudsakligen av vegetabilier som frön, men den matar ungarna med insekter. Fågeln häckar mellan mars och juli.

## Status och hot
Arten har ett stort utbredningsområde och en stor population som tros vara stabil. IUCN kategoriserar därför arten som livskraftig (LC). Beståndet uppskattas till 5,4 miljoner vuxna individer.